# Nertera balfouriana
Nertera balfouriana är en måreväxtart som beskrevs av Leonard C. Cockayne. Nertera balfouriana ingår i släktet Nertera och familjen måreväxter. Inga underarter finns listade i Catalogue of Life.